# Santiago Vidal
Santiago Vidal Marsal (San Sadurní de Noya, Barcelona; 15 de julio de 1954) es un político y juez español, profesor de derecho penal y criminología en la Universidad Autónoma de Barcelona. En 2015 fue elegido senador de la XI legislatura en el grupo de Esquerra Republicana de Cataluña tras encabezar la lista de este partido por Barcelona. En las elecciones generales de junio de 2016 repitió candidatura y renovó escaño. El 27 de enero de 2017 anunció su dimisión como senador tras la polémica generada por unas declaraciones en las que aseguraba que el gobierno autonómico tenía los datos fiscales de los catalanes "de forma ilegal".
Miembro de Jueces para la Democracia y autor de diversas publicaciones sobre derecho penal, violencia doméstica y la lengua catalana en la justicia. Magistrado de Audiencia Provincial de Barcelona, en 2015 fue sancionado por el Consejo General del Poder Judicial con suspensión de empleo de 3 años por redactar un borrador de la constitución catalana al incumplir el artículo 389 de la Ley Orgánica 6/1985, de 1 de julio, del Poder Judicial.
Sus sentencias y declaraciones públicas le han convertido en un juez mediático. Ha sido portavoz de Jueces para la Democracia y colabora habitualmente en varios medios de comunicación. Desde su posición se ha destacado por dictar sentencias de carácter progresista en contra de la discriminación racial y de género y por la protección a los menores. Se ha pronunciado en varias ocasiones contra el abuso que, a su entender, se hace de la figura del indulto gubernamental en España y en contra de la corrupción. Ha abogado en varias ocasiones por la modernización del sistema judicial español y en contra de las tasas judiciales. Ha criticado la ley inmobiliaria española y ha abogado a favor de la dación en pago. Se ha posicionado en la defensa del uso del catalán en la judicatura y era uno de los pocos jueces que hacía juicios bilingües

## Biografía
Hijo de Constantino Vidal y Anna María Marsal, su padre fue militar y médico en Villafranca del Panadés y llegó a ser alcalde, durante la dictadura del general Franco, de San Sadurní de Noya entre 1968 y 1971. De joven formó parte del primer equipo del Club Esportiu Anoia de hockey sobre patines, con el que llegó a ser campeón de España.
Licenciado en derecho por la Universidad Autónoma de Barcelona, ejerció de abogado en un bufete laboralista vinculado a la CNT durante una década, época en la que escribió artículos defendiendo la creación de una "federación ibérica" integrada por España, Portugal, Cataluña, Galicia y País Vasco. Según sus declaraciones se sumó a las filas del soberanismo durante el gobierno del Presidente Zapatero tras el fracaso en los intentos de negociar un nuevo Estatuto de Autonomía de Cataluña y los recortes -dice- de la Constitución.
El 4 de abril de 1989, se publica en el BOE n.º. 95 la orden de la propuesta del Tribunal calificador del concurso de
méritos para cubrir plazas de alumnos del Centro de Estudios Judiciales para su posterior acceso a la Carrera
Judicial. Ejerció en el juzgado de primera instancia de Arenys de Mar (1990-1991), donde se especializó en derecho penal, y en Sabadell (1992-1997) antes de ser nombrado titular del juzgado penal n.º 3 de Barcelona.
En sus declaraciones públicas ha cuestionado en numerosas ocasiones el actual sistema judicial. Denuncia su lentitud y la saturación del trabajo y cuestiona el sistema de selección de jueces en el que prima lo memorístico y no se realizan exámenes psicotécnicos. También reivindica la utilización del bilingüismo en los juicios. Algunos de sus posicionamientos públicos le han costado sanciones por parte del Consejo General del Poder Judicial:
En 2010 fue sancionado por tachar de «juez caracol» a Juli Solaz, instructor del caso Millet, por su tardanza en investigar el saqueo del Palau de la Música.
En 2013 el CGPJ volvió a fallar en su contra cuando Vidal pidió permiso para asesorar a la ONG SOS Racismo Cataluña con el argumento de que «El cargo de juez o magistrado es incompatible con todo tipo de asesoramiento jurídico, sea o no retribuido».
En mayo de 2014 el Consejo General del Poder Judicial lo expedientó y lo llamó a declarar ante la información publicada en Crónica en la que se desveló que Vidal y otros 9 jueces trabajaban en la redacción de una Carta Magna para la Catalunya lliure.
El 31 de enero de 2015 Vidal presentó públicamente el borrador elaborado junto a otros nueve juristas que se mantienen en el anonimato para la futura Constitución catalana.
En febrero de 2015 Vidal fue suspendido de empleo por 3 años por haber participado en la elaboración de una futura Constitución de Cataluña. El castigo implica también la pérdida de su plaza en la Audiencia de Barcelona, por lo que si el juez volviera a la carrera una vez cumpla su pena, tendría que concursar por un nuevo destino. El pleno del CGPJ rechazó finalmente la propuesta de expulsión solicitada por la mayoría conservadora. La sanción generó una importante polémica en el ambiente judicial y político.
En enero de 2019 Vidal volvió a dirigirse al Consejo General del Poder Judicial (CGPJ) para solicitar su reingreso en la carrera judicial, tras la anulación por parte del Tribunal Constitucional de la norma de la que se valió el órgano de gobierno de los jueces para denegar su reingreso el pasado año.

### Trayectoria política
Tras su suspensión como juez, Esquerra Republicana de Cataluña le ofrece uno de los primeros puestos de la lista de las elecciones municipales de marzo de 2015 para el Ayuntamiento de Barcelona pero finalmente su nombre cerró simbólicamente la lista.
El 29 de mayo de 2015 interviene en la presentación en Barcelona de la plataforma "Reinicia Cataluña" definida como un espacio de confluencia de iniciativas ciudadanas con el objetivo de potenciar la participación política en el diseño de una Cataluña independiente y para "ensanchar las bases soberanistas".
El 1 de julio de 2015 fue contratado como personal no eventual de la Consejería de Justicia de la Generalidad de Cataluña.
En noviembre de 2015 el Consejo Nacional de Esquerra Republicana de Cataluña validó la candidatura de Santiago Vidal como cabeza de lista al Senado por este partido en Barcelona y en las elecciones de junio de 2016 repitió candidatura.
El 27 de enero de 2017 anunció que presentaba su "renuncia voluntaria" al escaño del senado tras la polémica generada por unas declaraciones en las que aseguraba que el Gobierno de la Generalidad tiene datos fiscales de los catalanes "de forma ilegal".
ERC a través de un comunicado indicó que Vidal había decidido dimitir "para no ser un obstáculo para el proceso" soberanista. Vidal explicó que hizo sus declaraciones en "un tono coloquial, intentando ser didáctico sobre el proceso" añadiendo que las decisiones que se tomen en cada momento tendrán "la cobertura legal del Parlamento de Cataluña y de la ley Transitoriedad Jurídica catalana.

### Dimisión como senador
El 27 de enero de 2017 anunció que presentaba su "renuncia voluntaria" al escaño del Senado tras la polémica generada por unas declaraciones durante una conferencia impartida el 24 de noviembre en el Museu de Granollers, hechas públicas en enero.

"En este momento, el Govern de la Generalitat Catalana tiene todos vuestros datos fiscales. ¿Eso es legal? Pues no, porque eso está protegido por la Ley de Protección Bases de Datos del Gobierno español". Y a continuación, añadía: "Tontos no somos, ya sabemos que no nos lo facilitarán de manera voluntaria. Y eso sirve para el censo electoral y sirve para tantas y tantas cosas".

Tras difundirse estos argumentos, el 26 de enero el portavoz de ERC, Sergi Sabrià, desautorizó al juez. ERC a través de un comunicado indicó que Vidal había decidido dimitir "para no ser un obstáculo para el proceso" soberanista. Vidal explicó que hizo sus declaraciones en "un tono coloquial, intentando ser didáctico sobre el proceso" añadiendo que las decisiones que se tomen en cada momento tendrán la cobertura legal del Parlamento de Cataluña y de la ley Transitoriedad Jurídica catalana. Neus Munté, desde la Generalidad desmintió las "graves" declaraciones del magistrado, valorando sus afirmaciones como "absolutamente falsas" e inaceptables.
La Fiscalía General del Estado ha ordenado a la de Cataluña abrir diligencias de investigación para comprobar lo revelado por Santi Vidal.
Estas declaraciones se realizaron en una serie de conferencias que estuvo dando por varias localidades catalanas, en el trascurso de estas también declaró que él mismo había realizado un "trabajo de campo" para determinar qué jueces estaban a favor o en contra de un proceso independiente, así como que "el Mosad instruye a los Mossos en materia de contraespionaje" o una supuesta promesa de Pedro Sánchez para negociar un referendo y la paralización de los procesos judiciales a Artur Mas y otros dirigentes.
Sánchez señaló que todo lo que dice Vidal es una «sarta de mentiras». Eulàlia Reguant, diputada de la CUP, no da «ninguna credibilidad» a Vidal, a quien acusó de «megalómano» y de hacer «un flaco favor» al proceso.
Fue dado de baja en el Senado el 31 de enero de 2017. y sustituido por Robert Masih Nahar.

## Polémica por sus declaraciones sobre el proceso independentista
En 2017 fueron difundidas declaraciones que Vidal había revelado en diferentes charlas a favor de la independencia de Cataluña. Entre ellas declaró que se habían obtenido los datos del censo de forma ilegal, así como anunció purgas de miembros de la judicatura. Al ser llamado en febrero de 2018 a declarar ante el juez, manifestó que lo que había dicho no era cierto.
Extractos de declaraciones

"En estos momentos, y no os diré cómo lo hemos logrado porque lo hemos conseguido de manera absolutamente ilegal, tenemos todos vuestros datos tributarias. Todos estáis fichados, todos. En el nuevo Estado no se escapará nadie. A cambio, os damos nuestra palabra de honor que sabréis adonde va cada euro".

"11 de los 28 estados de la UE reconocerán Catalunya al día siguiente del referéndum". "Tenemos un plan b para la independencia que no podemos desvelar, no podemos avanzar la estrategia, pero es un plan consensuado a día de hoy con 11 de los 28 estados de la Unión Europea, y no hablo solo de Letonia, Lituania y Estonia, que también. Esto quiere decir que si el Estado español intentara utilizar la vía física, automáticamente estos once estados dirán que esto no es un problema interno, es un problema internacional"

"Tenemos todas las áreas necesarias de un país moderno. Estamos llevando a cabo un traspaso de un Estado decimonónico, como es España, un Estado anticuado, entre muchas otras cosas, a uno de los Estados más modernos de todos. En concreto nos hemos reflejado en Finlandia, Dinamarca y Noruega".

"Hemos hecho un trabajo de campo, sabemos exactamente con nombres y apellidos cuáles de los 801 jueces se quedarán y cuáles marcharán, lo sabemos perfectamente, y sabemos cuál será la persona que, en caso de que un juez se marche viernes en España, abrirá el lunes el juzgado"

"Hay una partida de casi 400 millones, que no os diré en qué epígrafes de los presupuestos están incluidos, porque están debidamente camuflados, como se pueden imaginar, porque tontos tampoco somos, porque si no nos lo impugnarían inmediatamente. 400 millones destinados a la celebración del referéndum y tener absolutamente preparadas las 19 estructuras de estado que necesitaremos el día siguiente que haya decidido."

## Publicaciones
- El idioma catalán en la Justicia (1997)
- Cooficialidad lingüística en el mundo de la justicia(2001)
- In-Justicia. [Barcelona]: Ángulo, 2002. ISBN 8488811802.
- Los tribunales de justicia durante el franquismo (2006)
- Tortura y maltratos policiales: función y control de los tribunales (2007)
- Los siete pecados capitales de la justicia. Barcelona: Ahora Libros, 2014. ISBN 9788415642695.